# Suzuki B-King
Die Suzuki B-King ist ein Motorrad des Herstellers Suzuki.
Das Naked Bike Suzuki B-King war – bis zum Erscheinen der neuen Yamaha Vmax im Jahr 2008 – das leistungsstärkste in Serie gefertigte Muscle Bike der Welt.

## Technische Daten
- Motor
  - Bauart: wassergekühlter Viertakt-Reihenvierzylinder-Motor, vier Ventile pro Zylinder
  - Bohrung 81 mm
  - Hub 65 mm
  - Hubraum 1340 cm³
  - Nennleistung 135 kW (184 PS) bei 9500 min−1
  - max. Drehmoment 146 Nm bei 7200 min−1
  - Verdichtungsverhältnis 12,5 : 1

- - Abgasreinigung: geregelter Katalysator, Abgasnorm EU-3

- Kraftübertragung
  - Kupplung: Mehrscheibenkupplung im Ölbad, hydraulisch betätigt
  - Getriebe: Sechsgang-Getriebe
  - Sekundärantrieb O-Ring-Kette

- Fahrwerk/Bremsen
  - Rahmen: Brückenrahmen aus Aluminium
  - Vorderradführung/Federelemente Teleskopgabel ø 43 mm, UPSIDEDOWN
  - Hinterradführung/Federelemente Alu-Kastenschwinge mit Oberzügen;
  - Federweg vorn/hinten 120 mm/130 mm
  - Radstand 1.525 mm
  - Nachlauf 107 mm
  - Lenkkopfwinkel 64°30'
  - Räder: Aluminium-Gussräder
  - Felgenmaß vorne 3,50×17"
  - Felgenmaß hinten 6,00×17"
  - Reifen vorne 120/70 ZR 17
  - Reifen hinten 200/50 ZR 17
  - Bremse vorne 2 Scheiben ø 310 mm, 4 Kolben, radial montiert, Radial-Hauptbremszylinder
  - Bremse hinten Scheibe ø 260 mm, 1 Kolben
  - ABS serienmäßig, nicht abschaltbar

- Maße und Gewichte
  - Länge 2200 mm
  - Breite (über Spiegel) 800 mm
  - Höhe (ohne Spiegel) 1085 mm
  - Sitzhöhe bei Leergewicht 805 mm
  - Schrittbogenlänge bei Leergewicht 1810 mm
  - Gewicht fahrfertig, vollgetankt 259 kg
  - Trockengewicht 241 kg
  - zulässiges Gesamtgewicht 460 kg
  - Zuladung (bei Serienausstattung) 201 kg
  - nutzbares Tankvolumen 16,5 l davon Reserve ca. 2,0 l

## Filmauftritte
Die Suzuki B-King tritt im Film Transformers – Die Rache als ein Teil des „Autobot“ Arcee auf. Arcee ist ein „weiblicher“ Autobot, der aus drei unabhängig voneinander agierenden Robotern besteht, die sich alle drei in Motorräder verwandeln, eine Ducati 848, eine Suzuki B-King und eine MV Agusta F4.